# Mauro Numa
Mauro Numa (n. 18 noiembrie 1961, Mestre, Veneto, Italia) este un scrimer italian, medaliat olimpic. A participat la 3 ediții ale Jocurilor Olimpice (1984, 1988, 1992) în care a câștigat o medalie de aur.